# Sindicatura de Cuentas de Cataluña
La Sindicatura de Cuentas de Cataluña es el órgano fiscalizador externo de las cuentas, de la gestión económica y del control de eficiencia de la Generalidad de Cataluña, de los entes locales y del resto del sector público de Cataluña.
La Sindicatura depende orgánicamente del Parlamento, ejerce sus funciones por delegación del mismo y con plena autonomía organizativa, funcional y presupuestaria. 

## Composición
Los Síndicos son designados por el Parlamento mediante votación por mayoría de las tres quintas partes, por un período de seis años. El Síndico Mayor, propuesto por el Pleno entre sus miembros, es nombrado por el presidente de la Generalidad por un período de tres años.